# Power (Fernsehserie)/Episodenliste
Diese Episodenliste enthält alle Episoden der US-amerikanischen Dramaserie Power, sortiert nach der US-amerikanischen Erstausstrahlung. Die Fernsehserie endete nach sechs Staffeln mit 63 Episoden.

## Übersicht
| Staffel | Episodenanzahl | Erstausstrahlung USA | Erstausstrahlung USA | Deutschsprachige Erstausstrahlung | Deutschsprachige Erstausstrahlung |
| Staffel | Episodenanzahl | Staffelpremiere      | Staffelfinale        | Staffelpremiere                   | Staffelfinale                     |
| ------- | -------------- | -------------------- | -------------------- | --------------------------------- | --------------------------------- |
| 1       | 8              | 7. Juni 2014         | 2. August 2014       | 20. Juli 2015                     | 10. August 2015                   |
| 2       | 10             | 6. Juni 2015         | 15. August 2015      | 16. November 2015                 | 14. Dezember 2015                 |
| 3       | 10             | 17. Juli 2016        | 25. September 2016   | 30. Januar 2017                   | 27. Februar 2017                  |
| 4       | 10             | 25. Juni 2017        | 3. September 2017    | 26. Juni 2017                     | 4. September 2017                 |
| 5       | 10             | 1. Juli 2018         | 9. September 2018    | 3. Juli 2018                      | 11. September 2018                |
| 6       | 15             | 25. August 2019      | 9. Februar 2020      | 18. November 2019                 | 27. April 2020                    |

## Staffel 1
Die Erstausstrahlung der ersten Staffel war vom 7. Juni bis zum 2. August 2014 auf dem US-amerikanischen Fernsehsender Starz zu sehen. Die deutschsprachige Erstausstrahlung sendete der deutsche Pay-TV-Sender AXN vom 20. Juli bis zum 10. August 2015.
| Nr. (ges.) | Nr. (St.) | Deutscher Titel            | Originaltitel              | Erstausstrahlung USA | Deutschsprachige Erstausstrahlung (D) | Regie               | Drehbuch                              | Zuschauer (USA) |
| ---------- | --------- | -------------------------- | -------------------------- | -------------------- | ------------------------------------- | ------------------- | ------------------------------------- | --------------- |
| 1          | 1         | Nicht ganz, wie geplant    | Not Exactly How We Planned | 7. Juni 2014         | 20. Juli 2015                         | Anthony Hemingway   | Courtney Kemp Agboh                   | 0,49 Mio.       |
| 2          | 2         | Alte Liebe                 | Whoever He Is              | 14. Juni 2014        | 20. Juli 2015                         | Anthony Hemingway   | Courtney Kemp Agboh                   | 0,61 Mio.       |
| 3          | 3         | Krieg oder Frieden         | This Is Real               | 21. Juni 2014        | 27. Juli 2015                         | John David Coles    | Lauren Schmidt Hissrich               | 0,47 Mio.       |
| 4          | 4         | Das Treffen                | Who Are You?               | 28. Juni 2014        | 27. Juli 2015                         | John David Coles    | Sascha Penn                           | 0,56 Mio.       |
| 5          | 5         | Mordpläne                  | I Gotta Go                 | 12. Juli 2014        | 3. Aug. 2015                          | George Tillman, Jr. | Randy Huggins                         | 0,53 Mio.       |
| 6          | 6         | Wem kannst du vertrauen?   | Who You With?              | 19. Juli 2014        | 3. Aug. 2015                          | George Tillman, Jr. | Salvatore Stabile                     | 0,75 Mio.       |
| 7          | 7         | Loyalität                  | Loyalty                    | 26. Juli 2014        | 10. Aug. 2015                         | Kari Skogland       | Raphael Jackson Jr. & Damione Macedon | 0,75 Mio.       |
| 8          | 8         | Eine überraschende Wendung | Best Laid Plans            | 2. Aug. 2014         | 10. Aug. 2015                         | Kari Skogland       | Courtney Kemp Agboh & Vladimir Cvetko | 1,08 Mio.       |

## Staffel 2
Die Erstausstrahlung der zweiten Staffel war vom 6. Juni bis zum 15. August 2015 auf dem US-amerikanischen Fernsehsender Starz zu sehen. Die deutschsprachige Erstausstrahlung sendete der deutsche Pay-TV-Sender AXN vom 16. November bis zum 14. Dezember 2015.
| Nr. (ges.) | Nr. (St.) | Deutscher Titel                          | Originaltitel                      | Erstausstrahlung USA | Deutschsprachige Erstausstrahlung (D) | Regie              | Drehbuch                              | Zuschauer (USA) |
| ---------- | --------- | ---------------------------------------- | ---------------------------------- | -------------------- | ------------------------------------- | ------------------ | ------------------------------------- | --------------- |
| 9          | 1         | Konsequenzen                             | Consequences                       | 6. Juni 2015         | 16. Nov. 2015                         | Simon Cellan Jones | Courtney Kemp Agboh                   | 1,43 Mio.       |
| 10         | 2         | Auf der Straße gibt’s keine Freundschaft | No Friends on the Street           | 13. Juni 2015        | 16. Nov. 2015                         | Stefan Schwartz    | Gary Lennon                           | 1,12 Mio.       |
| 11         | 3         | Wie jedes andere Paar                    | Like We’re Any Other Couple        | 20. Juni 2015        | 23. Nov. 2015                         | David Knoller      | Randy Huggins                         | 1,14 Mio.       |
| 12         | 4         | Kanan will Rache                         | You’re the Only Person I Can Trust | 27. Juni 2015        | 23. Nov. 2015                         | Bill Johnson       | Lauren Schmidt                        | 1,30 Mio.       |
| 13         | 5         | Wer man ist und wer man sein will        | Who You Are and Who You Want to Be | 11. Juli 2015        | 30. Nov. 2015                         | David Knoller      | Raphael Jackson Jr. & Damione Macedon | 1,25 Mio.       |
| 14         | 6         | Kein Ausweg für Holly                    | Why Her?                           | 18. Juli 2015        | 30. Nov. 2015                         | Sanford Bookstaver | Gary Lennon                           | 1,25 Mio.       |
| 15         | 7         | Wer hält zu wem?                         | You’re Not the Man                 | 25. Juli 2015        | 7. Dez. 2015                          | Dennie Gordon      | Vladimir Cvetko                       | 1,26 Mio.       |
| 16         | 8         | Ein Schritt voraus                       | Three Moves Ahead                  | 1. Aug. 2015         | 7. Dez. 2015                          | Rob Hardy          | Randy Huggins                         | 1,04 Mio.       |
| 17         | 9         | Die Zeit läuft ab                        | Time’s Up                          | 8. Aug. 2015         | 14. Dez. 2015                         | Jim McKay          | Raphael Jackson Jr. & Damione Macedon | 1,37 Mio.       |
| 18         | 10        | Ghost soll sterben                       | Ghost Is Dead                      | 15. Aug. 2015        | 14. Dez. 2015                         | Michael J. Bassett | Courtney Kemp Agboh & Safia Dirie     | 1,54 Mio.       |

## Staffel 3
Die Erstausstrahlung der dritten Staffel war vom 17. Juli bis zum 25. September 2016 auf dem US-amerikanischen Fernsehsender Starz zu sehen. Die deutschsprachige Erstausstrahlung sendete der deutsche Pay-TV-Sender AXN vom 30. Januar bis zum 27. Februar 2017.
| Nr. (ges.) | Nr. (St.) | Deutscher Titel             | Originaltitel       | Erstausstrahlung USA | Deutschsprachige Erstausstrahlung (D) | Regie              | Drehbuch                              | Zuschauer (USA) |
| ---------- | --------- | --------------------------- | ------------------- | -------------------- | ------------------------------------- | ------------------ | ------------------------------------- | --------------- |
| 19         | 1         | Mein Name ist James         | Call Me James       | 17. Juli 2016        | 30. Jan. 2017                         | George Tillman Jr. | Courtney Kemp Agboh                   | 2,26 Mio.       |
| 20         | 2         | Es ist nie vorbei           | It’s Never Over     | 24. Juli 2016        | 30. Jan. 2017                         | Sanford Bookstaver | Gary Lennon                           | 1,74 Mio.       |
| 21         | 3         | Neue Wege, neue Probleme    | I Got This on Lock  | 31. Juli 2016        | 6. Feb. 2017                          | Lukas Ettlin       | Randy Huggins                         | 1,88 Mio.       |
| 22         | 4         | Keine Sorge, Baby           | Don’t Worry, Baby   | 7. Aug. 2016         | 6. Feb. 2017                          | Larysa Kondracki   | Heather Zuhlke                        | 1,72 Mio.       |
| 23         | 5         | Fehlendes Vertrauen         | Help Me             | 14. Aug. 2016        | 13. Feb. 2017                         | Sanford Bookstaver | Damione Macedon & Raphael Jackson Jr. | 1,80 Mio.       |
| 24         | 6         | Der richtige Weg            | The Right Decision  | 21. Aug. 2016        | 13. Feb. 2017                         | Michael J. Bassett | Vladimir Cvetko                       | 2,11 Mio.       |
| 25         | 7         | Ein Haufen Scherben         | Don’t Go            | 28. Aug. 2016        | 20. Feb. 2017                         | Rob Hardy          | Safia M. Dirie                        | 1,84 Mio.       |
| 26         | 8         | Auf der Suche nach Beweisen | Trust Me            | 4. Sep. 2016         | 20. Feb. 2017                         | Jim McKay          | Gary Lennon                           | 1,99 Mio.       |
| 27         | 9         | Mordpläne                   | I Call the Shots    | 18. Sep. 2016        | 27. Feb. 2017                         | Magnus Martens     | Raphael Jackson Jr. & Damione Macedon | 2,04 Mio.       |
| 28         | 10        | Im eigenen Interesse        | In My Best Interest | 25. Sep. 2016        | 27. Feb. 2017                         | Michael J. Bassett | Courtney Kemp Agboh & Safia Dirie     | 2,01 Mio.       |

## Staffel 4
Die Erstausstrahlung der vierten Staffel war vom 25. Juni bis zum 3. September 2017 auf dem US-amerikanischen Fernsehsender Starz zu sehen. Die deutschsprachige Erstausstrahlung sendete der deutsche Pay-TV-Sender AXN vom 26. Juni bis zum 4. September 2017.
| Nr. (ges.) | Nr. (St.) | Deutscher Titel        | Originaltitel                 | Erstausstrahlung USA | Deutschsprachige Erstausstrahlung (D) | Regie              | Drehbuch                               | Zuschauer (USA) |
| ---------- | --------- | ---------------------- | ----------------------------- | -------------------- | ------------------------------------- | ------------------ | -------------------------------------- | --------------- |
| 29         | 1         | Wenn ich raus bin      | When I Get Out                | 25. Juni 2017        | 26. Juni 2017                         | Stefan Schwartz    | Courtney A. Kemp                       | 1,68 Mio.       |
| 30         | 2         | Es wird noch schlimmer | Things Are Going to Get Worse | 2. Juli 2017         | 3. Juli 2017                          | Sanford Bookstaver | Heather Zuhlke                         | 1,44 Mio.       |
| 31         | 3         | Was für ein Mann       | The Kind of Man You Are       | 9. Juli 2017         | 10. Juli 2017                         | Lukas Ettlin       | Jeff Dix                               | 1,72 Mio.       |
| 32         | 4         | Auf derselben Seite    | We’re in This Together        | 16. Juli 2017        | 17. Juli 2017                         | J. Michael Muro    | Warren Hsu Leonard                     | 1,72 Mio.       |
| 33         | 5         | Nicht unschuldig       | Don’t Thank Me                | 23. Juli 2017        | 24. Juli 2017                         | Sanford Bookstaver | Raphael Jackson, Jr. & Damione Macedon | 1,79 Mio.       |
| 34         | 6         | Die Masken fallen      | New Man                       | 30. Juli 2017        | 31. Juli 2017                         | Dennie Gordon      | Gary Lennon                            | 1,83 Mio.       |
| 35         | 7         | Ich bin dein Vater     | You Lied to My Face           | 6. Aug. 2017         | 7. Aug. 2017                          | Sanford Bookstaver | Vladimir Cvetko                        | 1,69 Mio.       |
| 36         | 8         | Für Greg               | It’s Done                     | 13. Aug. 2017        | 14. Aug. 2017                         | Hernán Otoño       | Raphael Jackson, Jr. & Damione Macedon | 1,81 Mio.       |
| 37         | 9         | Sizilianisches Blut    | That Ain’t Me                 | 20. Aug. 2017        | 21. Aug. 2017                         | Victoria Mahoney   | Raphael Jackson, Jr. & Damione Macedon | 1,90 Mio.       |
| 38         | 10        | Der Krieg zieht auf    | You Can’t Fix This            | 3. Sep. 2017         | 4. Sep. 2017                          | Rob Hardy          | Courtney A. Kemp & Monica Mitchell     | 2,00 Mio.       |

## Staffel 5
Die Erstausstrahlung der fünften Staffel war vom 1. Juli bis zum 9. September 2018 auf dem US-amerikanischen Fernsehsender Starz zu sehen. Die deutschsprachige Erstausstrahlung sendete der deutsche Pay-TV-Sender AXN vom 3. Juli bis zum 11. September 2018.
| Nr. (ges.) | Nr. (St.) | Deutscher Titel            | Originaltitel             | Erstausstrahlung USA | Deutschsprachige Erstausstrahlung (D) | Regie              | Drehbuch                          | Zuschauer (USA) |
| ---------- | --------- | -------------------------- | ------------------------- | -------------------- | ------------------------------------- | ------------------ | --------------------------------- | --------------- |
| 39         | 1         | Jeder steckt mit drin      | Everyone Is Implicated    | 1. Juli 2018         | 3. Juli 2018                          | Stefan Schwartz    | Courtney A. Kemp                  | 1,55 Mio.       |
| 40         | 2         | Schadensbegrenzung         | Damage Control            | 8. Juli 2018         | 10. Juli 2018                         | Solvan Naim        | Heather Zuhlke                    | 0,70 Mio.       |
| 41         | 3         | Sind wir im selben Team?   | Are We On the Same Team?  | 15. Juli 2018        | 17. Juli 2018                         | Tina Mabry         | Vladimir Cvetko                   | 1,50 Mio.       |
| 42         | 4         | Illusion und Täuschung     | Second Chances            | 22. Juli 2018        | 24. Juli 2018                         | Bart Wenrich       | Jeff Dix                          | 1,36 Mio.       |
| 43         | 5         | Happy Birthday             | Happy Birthday            | 29. Juli 2018        | 31. Juli 2018                         | Sanford Bookstaver | Safia M. Dirie                    | 1,35 Mio.       |
| 44         | 6         | Ein neuer Mensch           | A Changed Man?            | 5. Aug. 2018         | 7. Aug. 2018                          | Ami Canaan Mann    | Monica Mitchell                   | 1,33 Mio.       |
| 45         | 7         | Der Teufel von früher      | The Devil Inside          | 12. Aug. 2018        | 14. Aug. 2018                         | Rob Hardy          | Heather Zuhlke                    | 1,41 Mio.       |
| 46         | 8         | Ein geheimer Plan          | A Friend of the Family    | 26. Aug. 2018        | 28. Aug. 2018                         | Hernán Otoño       | Vladimir Cvetko & Safia M. Dirie  | 1,46 Mio.       |
| 47         | 9         | Der Verräter unter uns     | There’s a Snitch Among Us | 2. Sep. 2018         | 4. Sep. 2018                          | Gary Lennon        | Gary Lennon                       | 1,42 Mio.       |
| 48         | 10        | Die Schlinge zieht sich zu | When This Is Over         | 9. Sep. 2018         | 11. Sep. 2018                         | MJ Bassett         | Courtney A. Kemp & Gabriela Uribe | 1,53 Mio.       |

## Staffel 6
Die Erstausstrahlung der sechsten und letzten Staffel war vom 25. August 2019 bis zum 9. Februar 2020 auf dem US-amerikanischen Fernsehsender Starz zu sehen. Die deutschsprachige Erstausstrahlung sendete der deutsche Pay-TV-Sender AXN vom 18. November 2019 bis zum 27. April 2020.
| Nr. (ges.) | Nr. (St.) | Deutscher Titel                | Originaltitel             | Erstausstrahlung USA | Deutschsprachige Erstausstrahlung (D) | Regie              | Drehbuch                             | Zuschauer (USA) |
| ---------- | --------- | ------------------------------ | ------------------------- | -------------------- | ------------------------------------- | ------------------ | ------------------------------------ | --------------- |
| 49         | 1         | Mörder                         | Murderers                 | 25. Aug. 2019        | 18. Nov. 2019                         | David Rodriguez    | Andre J. Ferguson & Courtney A. Kemp | 1,47 Mio.       |
| 50         | 2         | Auf welcher Seite stehst du?   | Whose Side Are You On     | 1. Sep. 2019         | 25. Nov. 2019                         | Hernán Otoño       | Monica Mitchell                      | 1,07 Mio.       |
| 51         | 3         | Dre kommt wieder ins Spiel     | Forgot About Dre          | 8. Sep. 2019         | 2. Dez. 2019                          | Curtis Jackson     | Theo Travers                         | 1,12 Mio.       |
| 52         | 4         | Warum ist Tommy noch am Leben? | Why Is Tommy Still Alive? | 15. Sep. 2019        | 9. Dez. 2019                          | Kieron Hawkes      | Matt K. Turner                       | 1,17 Mio.       |
| 53         | 5         | Königsgambit                   | King’s Gambit             | 22. Sep. 2019        | 16. Dez. 2019                         | Sanford Bookstaver | Gabriela Uribe                       | 1,24 Mio.       |
| 54         | 6         | Der Überfall                   | Inside Man                | 29. Sep. 2019        | 23. Dez. 2019                         | Shana Stein        | Eric Haywood                         | 1,24 Mio.       |
| 55         | 7         | Wie der Vater so der Sohn      | Like Father, Like Son     | 6. Okt. 2019         | 30. Dez. 2019                         | Solvan Naim        | Andre J. Ferguson                    | 1,39 Mio.       |
| 56         | 8         | Deal mit dem Teufel            | Deal with the Devil       | 13. Okt. 2019        | 6. Jan. 2020                          | Bart Wenrich       | Monica Mitchell & Gabriela Uribe     | 1,26 Mio.       |
| 57         | 9         | Verbrannte Erde                | Scorched Earth            | 20. Okt. 2019        | 13. Jan. 2020                         | Gary Lennon        | Gary Lennon                          | 1,22 Mio.       |
| 58         | 10        | Niemand kann mich aufhalten    | No One Can Stop Me        | 3. Nov. 2019         | 20. Jan. 2020                         | Shana Stein        | Courtney A. Kemp                     | 1,17 Mio.       |
| 59         | 11        | Immer noch Dre                 | Still DRE                 | 5. Jan. 2020         | 30. März 2020                         | Kieron Hawkes      | Matt K. Turner                       | 1,24 Mio.       |
| 60         | 12        | Er gewinnt immer               | He Always Wins            | 12. Jan. 2020        | 6. Apr. 2020                          | Bart Wenrich       | Monica Mitchell                      | 1,05 Mio.       |
| 61         | 13        | Alles deine Schuld             | It’s All Your Fault       | 19. Jan. 2020        | 13. Apr. 2020                         | Hernán Otoño       | Theo Travers                         | 0,90 Mio.       |
| 62         | 14        | Schicksalswende                | Tariq did it              | 26. Jan. 2020        | 20. Apr. 2020                         | Mario Van Peebles  | Eric Haywoode                        | 1,06 Mio.       |
| 63         | 15        | Genau wie geplant              | Ghosts Story              | 9. Feb. 2020         | 27. Apr. 2020                         | Anthony Hemingway  | Courtney A. Kemp & Gabriela Uribe    | -               |